# Тершак, Адольф
Адольф Тершак (нем. Adolf Terschak; 6 апреля 1832, Прага — 3 октября 1901, Бреслау) — чешско-австрийский флейтист-виртуоз и композитор.

## Биография
Вырос (с семилетнего возраста) в городе Германштадт в Трансильвании (из-за чего часто ошибочно называется венгерским музыкантом). Затем поступил в Венскую консерваторию, где учился у Франца Ксавера Цирера по классу флейты и Симона Зехтера (композиция).
Окончив консерваторию в 1852 году, практически всю последующую жизнь провёл в гастрольных поездках как флейтист-виртуоз. В 1850-60-х годах гастролировал в Швейцарии, Франции, Бельгии, Голландии, в 1876 и 1881 в Норвегии, где был удостоен Ордена Святого Андрея за своё сочинение «Картины северного края» (нем. Nordlands Bilder, Op. 164), в 1878 в Англии. Некоторое время жил в Константинополе и Мюнхене. В начале 1880-х годов объездил с концертами Венгрию, Румынию, Ближний Восток.

Тершак неоднократно и с большим триумфом гастролировал по России. Первые концерты состоялись в 1852 в Санкт-Петербурге, затем в Москве в 1856. Через 30 лет в 1885 году Тершак совершает длительную поездку по России: весь 1887 год даёт концерты на юге России, в Дагестане, на Кавказе. В 1888 даёт концерты в Харькове, Томске, затем отправляется в Иркутск, а в конце 1890 г на пути в Китай и Японию, добирается до Владивостока: 
«… в конце года нас посетил знаменитый флейтист проф. Тершак с талантливой пианисткой Шуллер, исполнив немного из Вагнера, чуть-чуть из Листа и очень много — музыкальных сочинений самого Адольфа Тершака, посвященных прелестной Луизе Шуллер…».
 В Японии Тершак проводит полтора года, затем возвращается через Владивосток, даёт концерты в Благовещенске, Нерчинске, Иркутске и к 1893 году добирается до Москвы. Как отмечали рецензенты Иркутской газеты «Восточное обозрение»,
 флейтист произвел «сильное впечатление на слушателей», исполняя свои пьесы « На ирландскую тему» и Фантазию на темы Беллини. «Будучи композитором, А.Тершак интересовался музыкальным фольклором Сибири и получил в подарок рукописный сборник бурятских, якутских и тунгусских мелодий».
Сибирская одиссея Тершака произвела впечатление и на западную прессу: сообщение о «первом значительном исполнителе, когда-либо предпринимавшем турне по Сибири», напечатала «London Daily News» и перепечатала «New York Times», заключив, что «во многих частях Сибири теперь есть преуспевающие поселения и даже города, жаждущие развивать искусство». В ходе очередной гастрольной поездки в Ташкенте неустанного музыканта-путешественника настигла пневмония; с большим трудом доехав до Санкт-Петербурга и после нескольких месяцев лечения в столице, Тершак уехал в Бреслау, где скончался в 1901 г.
Тершак играл на флейте простой венской системы, сделанной для него фирмой Ziegler в 1850 г., — флейта обладала 16 клапанами и коленом, позволяющим брать соль малой октавы. «В 1865 г. Тершак посетил Теобальда Бёма в Мюнхене и познакомившись с моделью его флейты, не смог издать на ней практически ни одного звука. Спешно покинув мастерскую, он позже заявил что флейта, на которой он — Тершак — не может играть, и не достойна особенного внимания. В 1878 г. в Англии во время разговора в известной флейтовой мастерской Rudall & Carte, Тершак сказал, что его произведения невозможно сыграть на флейте Бёма, на что ведущий английский флейтист Джон Радклифф англ. John Radcliff, игравший на флейте Бёма, взял у него рукопись его произведения и без труда прочитал его с листа. Тершак выбежал из мастерской в гневе…»

## Сочинения
Автор более 200 произведений для флейты лёгкого салонного характера, большинство из которых не переиздавалось в XX веке. По поводу его сочинений известный флейтист Теобальд Бём как-то высказался, что они как «и он сам (Тершак) представляют собой много шума из ничего», а поздние его произведения представляют собой скорее «упражнения для пальцев или этюды, а не сольные пьесы».
Виртуозные сочинения Тершака пользовались большой популярностью в педагогическом репертуаре ведущих российских профессоров XIX века, Бюхнера и Кречмана. (Известно, например, что 17-летний Владимир Цыбин (класс профессора В.Кречмана) на зачёте 20 октября 1894 года, исполнял «Концертное аллегро» Тершака, op. 138). Пьесы и этюды Тершака часто упоминаются и в учебных программах для консерватории, составленных позже Цыбиным, Платоновым.